# Kenneth J. Gray
Kenneth James Gray, född 14 november 1924 i West Frankfort, Illinois, död 12 juli 2014 i Herrin, Illinois, var en amerikansk demokratisk politiker. Han var ledamot av USA:s representanthus 1955–1974 och 1985–1989.

## Biografi
Gray deltog i andra världskriget i US Army Air Forces och var verksam som bilåterförsäljare. Han ägde företaget Gray Motors fram till år 1954. Han besegrade republikanen C.W. Bishop i kongressvalet 1954. Gray avgick som kongressledamot den 31 december 1974 men gjorde comeback i kongressvalet 1984 med omval 1986. Gray efterträddes 1989 av Glenn Poshard.